# Imerslundryggen
Imerslundryggen är en bergstopp i Antarktis. Den ligger i Östantarktis. Norge gör anspråk på området. Toppen på Imerslundryggen är 2 014 meter över havet.
Terrängen runt Imerslundryggen är kuperad åt sydost, men åt nordväst är den bergig. Trakten är glest befolkad. Närmaste befolkade plats är Svea, 13,3 kilometer norr om Imerslundryggen. 